# Memex
Memex – teoretyczny komputer analogowy, opisany w 1945 r. przez naukowca i inżyniera Vannevara Busha w zamieszczonym w "The Atlantic Monthly" artykule "As We May Think". Memex jest skrótem od angielskich wyrazów memory extender.
Bush opisał w nim urządzenie podłączone elektrycznie do biblioteki, potrafiące wyświetlać zawarte w niej książki i filmy i zdolne do automatycznego przechodzenia od zawartych w nich odniesień do innych prac. Idea ta, która bezpośrednio wpłynęła na prace Douglasa Engelbarta (m.in.komputery sieciowe), doprowadziła także Teda Nelsona do koncepcji hipertekstu i hipermediów.
Memex potrafił więcej niż tylko dawać połączone ze sobą informacje. Było to narzędzie mające także tworzyć powiązania i śledzić je. Technika miała być kombinacją elektromechanicznych urządzeń sterujących, kamer i czytników, zintegrowanych na dużym pulpicie. Większość mikrofilmowej biblioteki byłaby zawarta na pulpicie, z możliwością dodawania lub usuwania taśm mikrofilmowych. Memex mógłby być także używany bez połączeń, do generowania informacji na mikrofilmach, przez przenoszenie fotografii z papieru lub wrażliwego na dotyk przezroczystego ekranu.
W pewnym sensie pulpit memeksu był czymś więcej niż tylko maszyną hipertekstową. Byłby to oparty na mikrofilmach prekursor komputera osobistego. Numer magazynu "Life" z listopada 1945 r. pokazywał pierwsze ilustracje, jak wyglądałby pulpit memeksu, a także kamerę, którą umieszczałby na głowie naukowiec wykonujący eksperymenty i maszynę do pisania zdolną do rozpoznawania głosu i odtwarzania go za pomocą syntezy. Maszyna memex była prawdopodobnie pierwszym praktycznym opisem tego, co dziś nazywamy biurem przyszłości.
System nie był zaopatrzony w żadną automatyczną funkcję wyszukiwania danych ani żaden schemat metadanych, jak standardowa klasyfikacja biblioteczna czy hipertekstowy zbiór elementów w rodzaju Dublin Core.  Od użytkownika oczekiwano rozwinięcia specyficznego kodu, którego znaczenia byłyby zapisane w osobistej książce kodu. Użytkownik indeksowałby każdy wpis - ilustracje, adnotacje, rękopisy, maszynopisy itd. Sięgając do książki z kodem można by było odtworzyć komentowane czy generowane strony.
Memex był inspiracją dla MyLifeBits, projektu Gordona Bella z Microsoft Research, opartego na bazie danych cyfrowego zbioru fotografii, dokumentów, kontaktów z innymi, możliwych do adnotowania, zindeksowania i przeszukiwania. Ten rozwijany stale projekt próbuje uchwycić w jak najbardziej zautomatyzowany sposób życiowe doświadczenia, do łatwego późniejszego wykorzystania.